# Rotkreuz ZG

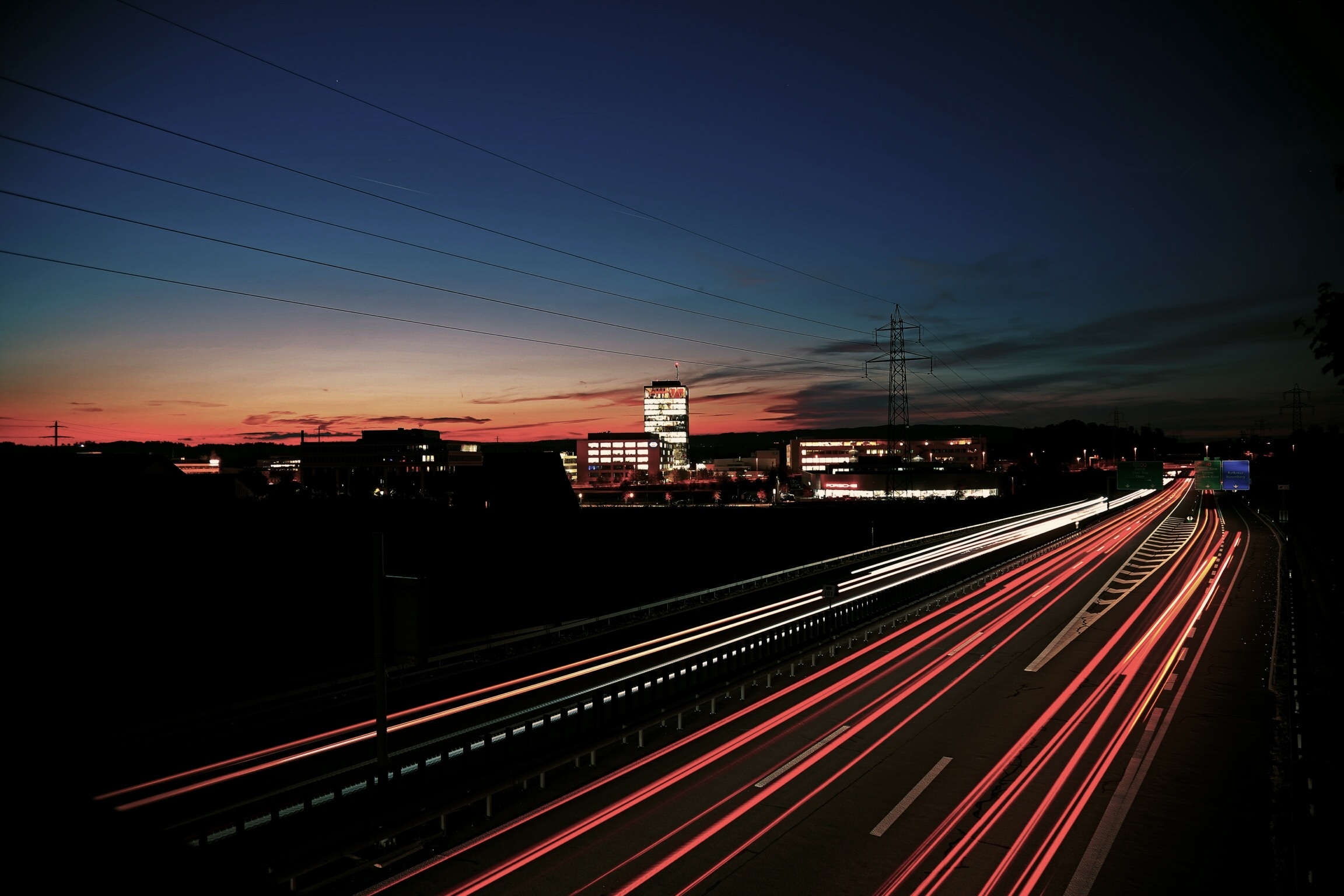
Blick über die Autobahn in Richtung Rotkreuz, Ortsteil der Gemeinde Risch ZG.

Rotkreuz (schweizerdeutsch: ˈrot.χryʦ) ist der Hauptort der politischen Gemeinde Risch im Kanton Zug in der Schweiz. Der Ursprung des Ortes geht auf den 1864 erbauten Bahnhof Rotkreuz nahe dem Zollhaus zum roten Kreuz zurück. Spätestens seit der Ortsplanung 1970 gilt Rotkreuz als eigenständiger Ort. Mit 8'163 Einwohnern (31. Dezember 2012) ist Rotkreuz grösster Ort der Gemeinde Risch, seit 1986 durch den Bau des Rathauses Hauptort der Gemeinde und wichtiger Verkehrsknotenpunkt. Mit dem Hauptsitz und Fortbildungszentren wichtiger Pharma-Unternehmen wie Roche Diagnostics und Novartis ist Rotkreuz wichtiger Pharma-Standort.

## Der Ort
Rotkreuz liegt im südwestlichen Teil der Gemeinde Risch, auf der Anhöhe zwischen Zugersee und Reuss am Hang des Rooterbergs. Rotkreuz wird von kleineren Bächen durchflossen, hauptsächlich dem Scharelen-, Küntwiler-, Steintobel- und Mühlebach. Als stehende Gewässer existieren der Binzmühleweiher samt Naturschutzgebiet sowie den Küntwiler Staudamm. An Rotkreuz grenzt im Osten der Sijentalwald, im Westen der Bannwald an.
Der Ort Rotkreuz ist seit 1860 aus verschiedenen Weilern und Bauernhöfen zusammengewachsen. Durch die Ortsplanung 1970 und Ortsschutz konnte einzig das als Dorf geprägte Holzhäusern eigenständig bleiben. Rotkreuz wird im Nordwesten, Norden und Osten durch die Autobahn begrenzt. Die zusammenhängende Siedlung Rotkreuz kann in folgende Ortsteile aufgeteilt werden:
Rotkreuz (Ortsmitte)

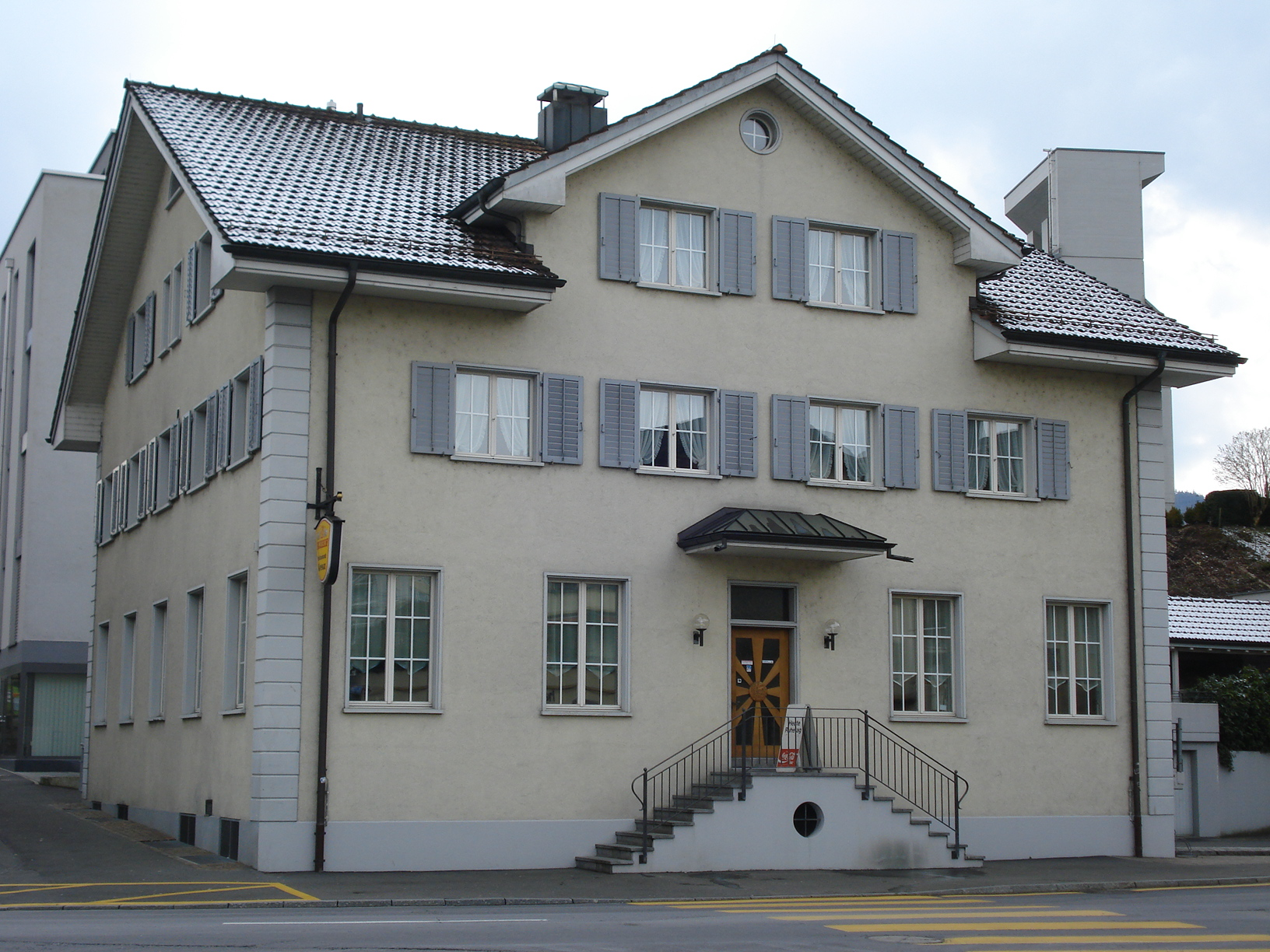
Ehemaliges Gasthaus Kreuz, im Hintergrund ist der Turm der reformierten Kirche zu sehen.

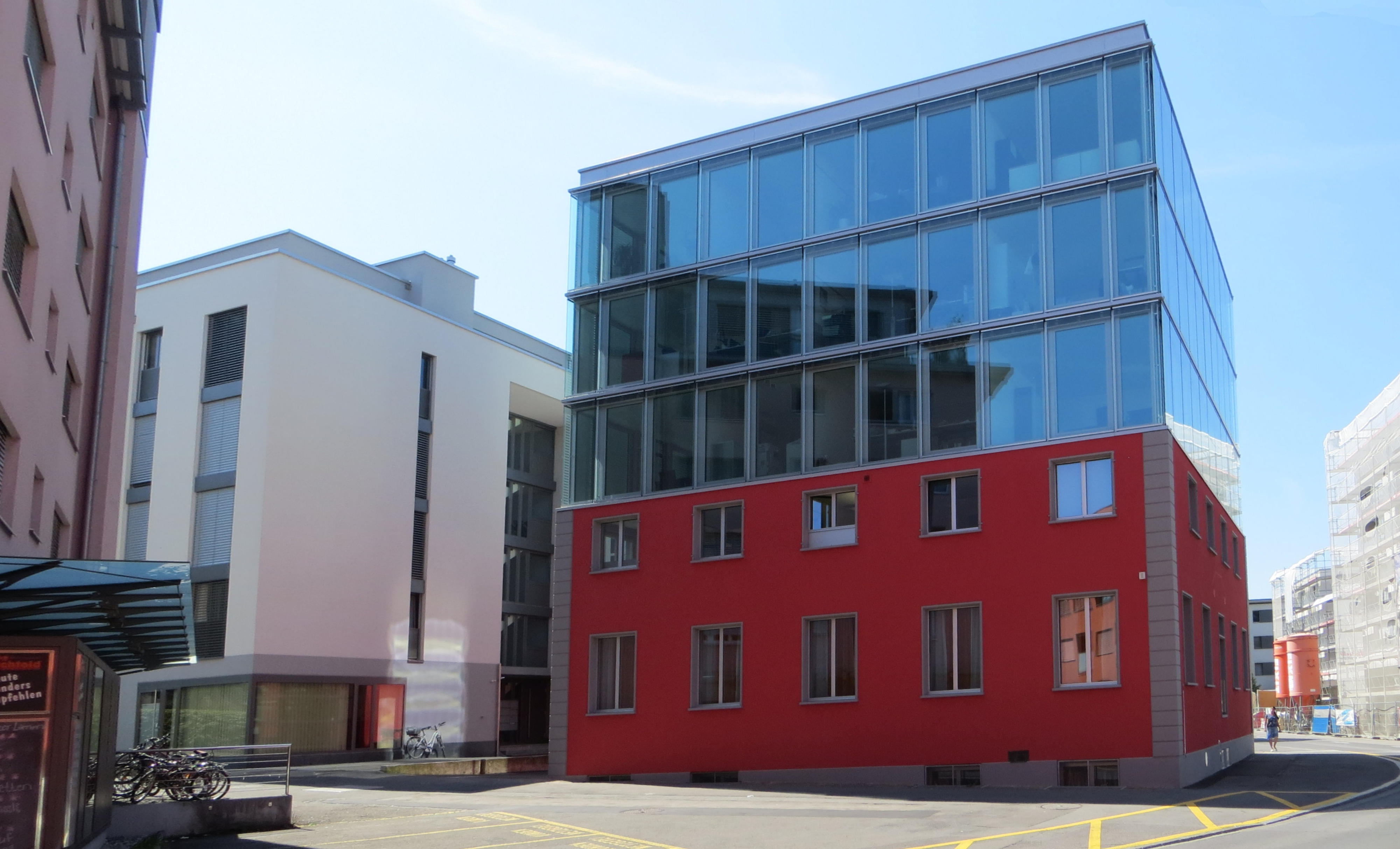
Das umgebaute Gasthaus Kreuz.

Die Ortsmitte Rotkreuz wird durch den Bahnhof Rotkreuz und der Bahnlinie Luzern – Zürich beziehungsweise Lenzburg – Gotthard geteilt. Im südlichen Ortsteil steht das namensgebende rote Sandsteinkreuz neben dem Rotkreuzhof und dem ehemaligen Zollhaus am Kreuzplatz. Südlich des Ortskerns stehen auf dem Moränenhügel die Evangelische Kirche, die katholische Kirche Unserer lieben Frau vom Rosenkranze sowie die Schulanlagen Rotkreuz, nördlich davon am Bahnhof das Alterszentrum und das Rathaus im Zentrum Dorfmatt. Wichtigste Strassen, Plätze und Überbauungen sind:
- Arkadenhof
- Bahnhofsplatz
- Buonaserstrasse
- Dorfmatt
- Dorfplatz
- Gössimatt
- Kirchenstrasse
- Kreuzplatz
- Lindenplatz
- Luzernerstrasse
- Sonnhaldenstrasse
- Suurstoffi
- Chäsimatt

Im nördlichen Ortskern befinden sich die ehemalige Milchverwertungsgenossenschaft, die ehemalige Post sowie das Hotel Bauernhof. Das ehemalige Empfangsgebäude des Bahnhofes befand sich ebenfalls hier. Dieser Ortsteil soll durch den Bau eines neuen nördlichen Bahnhofsgebäudes aufgewertet werden. Wichtige Strassen und Überbauungen sind:
- Alte Chamerstrasse
- Birkenmatt
- Chamerstrasse
- Mattenstrasse
- Mühlematt
- Schöngrund
- Sonnweid
- Sunneblick

Küntwil, Waldegg, Waldeten und Weid (südliche Ortsteile)
Südlich an die Ortsmitte schliesst Waldeten an. Dieser Ortsteil breitet sich vom Waldhof bis zu den Schulanlagen aus. Der Name Waldeten kommt vom althochdeutschen Personennamen Waltrat, welcher bereits in den Acta Murensia um 1100 erwähnt wurde. Wichtige Strassen sind:
- Küntwilerstrasse (nördlicher Teil)
- Kirchenweg
- Meierskappelerstrasse (nördlicher Teil)
- Waldeggstrasse

Südwestlich an Waldeten schliesst Küntwil an und liegt auf 450 bis 500 M. ü. M. Die natürlichen Grenzen von Küntwil sind der Steintobelbach und der Küntwilerbach. Küntwil ist hauptsächlich durch Wohnnutzung geprägt. Der Name Küntwil wurde bereits 1410 urkundlich erwähnt und geht auf ein alemannisches Gehöft zurück. An Zusammenfluss von Küntwiler- und Steintobelbach liegt die Sagi, ein altes Sägewerk. Des Weiteren sind einige Bauernhöfe im Gebiet zu finden. Wichtige Strassen und Quartiere sind:
- Eichmatt
- Küntwilerstrasse (südlicher Teil)
- Ringstrasse
- Weihermatt

Östlich von Küntwil liegt das Quartier Weid, welches ab den 1960er Jahren entstanden ist. Wichtigste Strassen sind:
- Weidstrasse
  - Obere Weidstrasse
  - Untere Weidstrasse

Nördlich an Weid schliesst sich Waldegg an, welches durch die grösste Schulanlage der Gemeinde, Turnhallen und Wohnsiedlungen geprägt ist. Wichtigste Strassen und Quartiere sind:
- Föhrenweg
- Lerchenfeld
- Lerchenweg
- Waldeggstrasse

Allrüti, Binzmühle, Blegi, Forren und Langweid (nördliche Ortsteile)

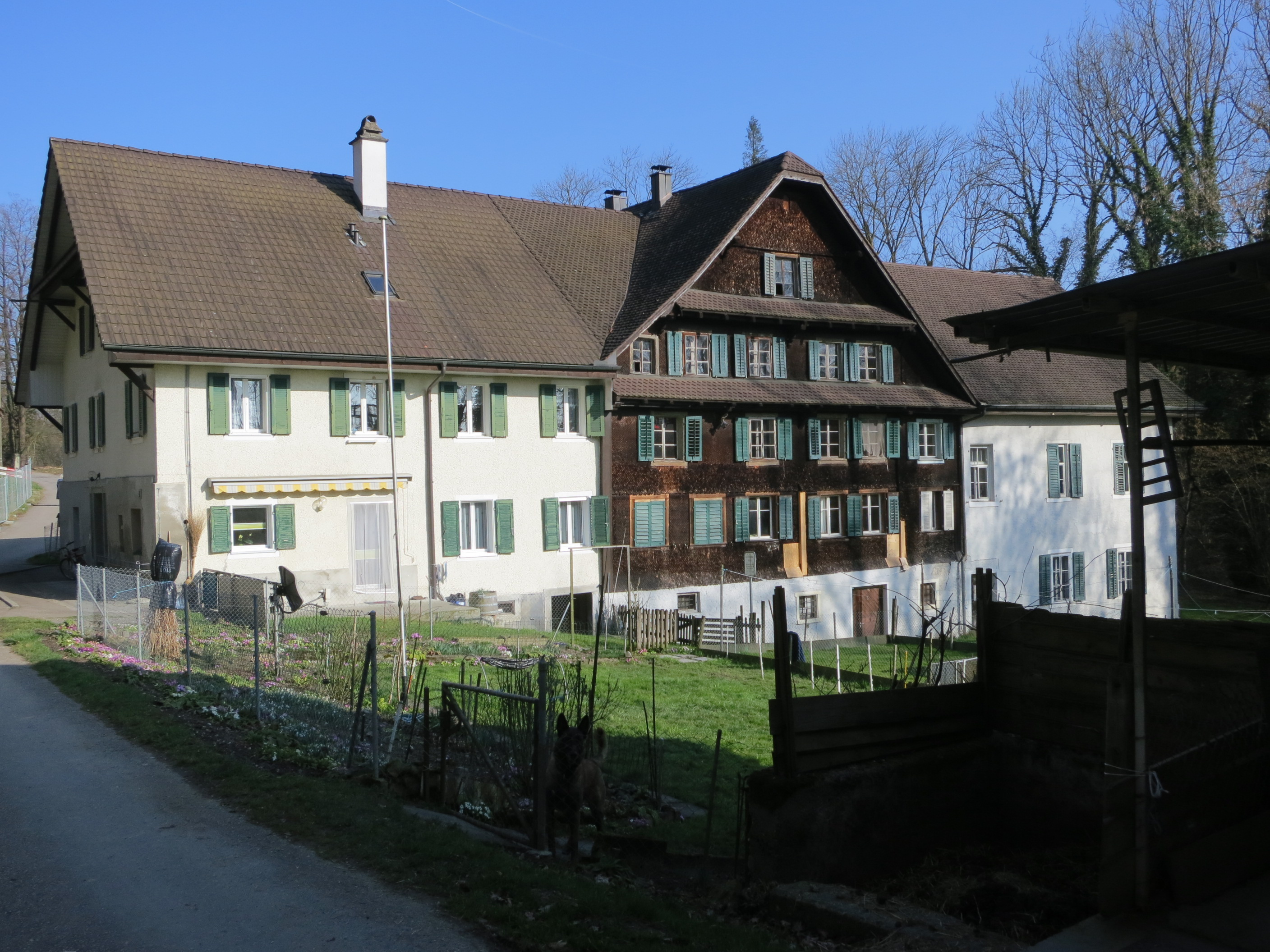
Binzmühle

Nordwestlich des Ortskerns und (nördlich der Bahnlinie) befinden sich die hauptsächlich durch Wohnnutzung geprägten Ortsteile Binzmühle und Allrüti. Wichtigste Strassen und Quartiere sind:
- Allrüti
- Berchtwilerstrasse
- Binzmühlestrasse

Östlich dieser schliessen das Gewerbegebiet Rotkreuz-West (ursprünglich Forren) und das Gewerbegebiet Rotkreuz Ost, nahe dem Weiler Blegi, an. Das Gewerbegebiet ist durch die Chamerstrasse entzweit. Hier befindet sich der Hauptsitz der Roche Diagnostics mit dem Roche-Tower sowie die Feuerwehr. Wichtigste Strassen im Gebiet sind:
- Birkenstrasse
- Blegistrasse
- Chamerstrasse
- Erlenstrasse / Erlenring
- Forrenstrasse
- Grundstrasse
- Industriestrasse
- Lettenstrasse
- Riedstrasse

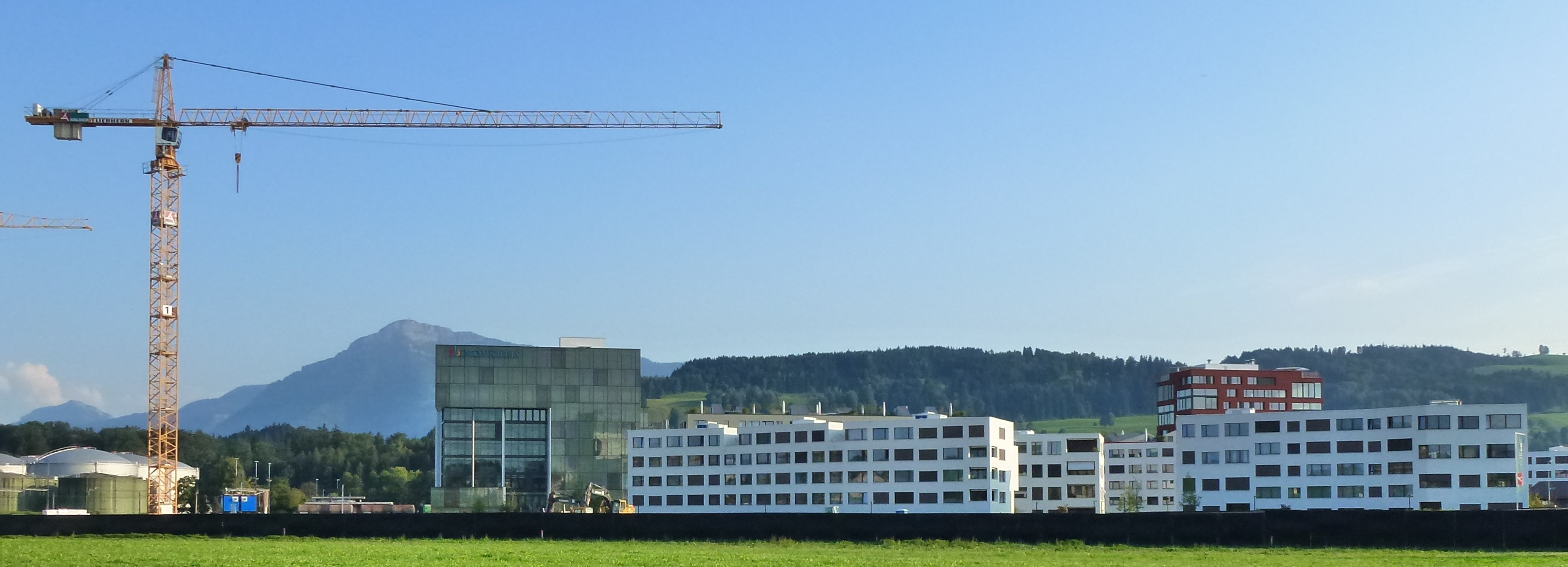
Bautätigkeit in der Suurstoffi

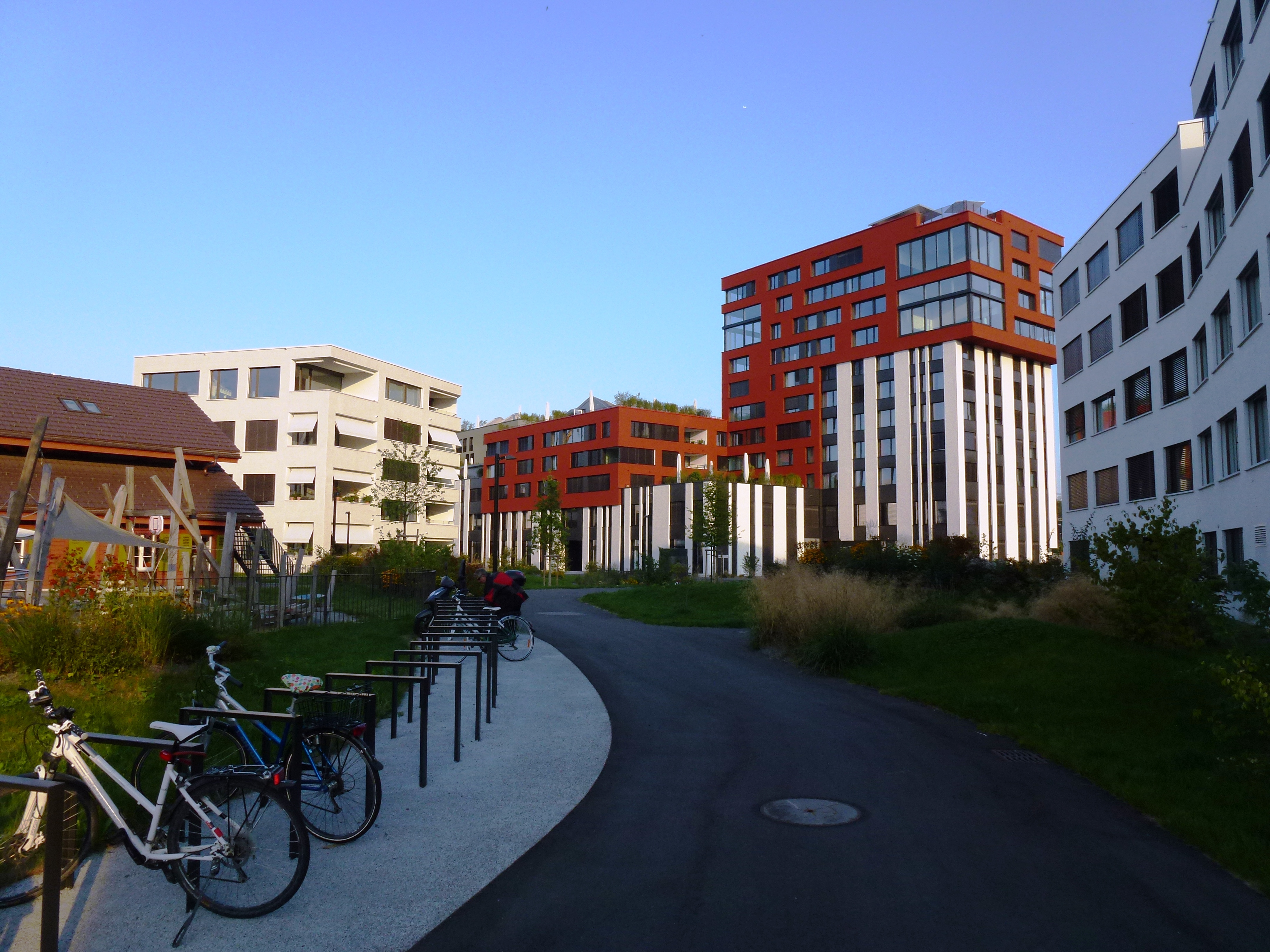
Westliche Suurstoffi

Südlich der Blegi, zwischen Ortskern, Bahnlinie und Gewerbegebiet entsteht der neue Stadtteil Langweid. Aktuell (2013) befindet sich hier folgendes Quartier:
- Suurstoffi

Statistisch gesehen werden die umliegenden Bauernhöfe und Weiler in der Gemeinde Risch zu Rotkreuz gezählt.

## Geschichte
| Bevölkerungsentwicklung | Bevölkerungsentwicklung |
| Jahr                    | Einwohner               |
| ----------------------- | ----------------------- |
| 1817                    | 57                      |
| 1850                    | 92                      |
| 1900                    | 303                     |
| 1960                    | 858                     |
| 1999                    | 5'842                   |
| 2010                    | 7'580                   |
| 2015                    | 8'518                   |
| 2016                    | 8'570                   |

→ Dieser Abschnitt befasst sich mit der Geschichte des Ortes Rotkreuz. Für allgemeinere Geschichte siehe Geschichte der Gemeinde Risch.
1808 wird erstmals der Gasthof beim rothen Kreuz erwähnt. 1864 wurde an der Bahnstrecke Zug–Luzern der Zürich-Zug-Luzern-Bahn neben diesem Gasthaus eine Haltestelle, gegen den Willen von Risch, das eine Haltestelle in der Unterrüti bevorzugte, erbaut. Durch den Bau der Aargauischen Südbahn (1881/1882), die in Rotkreuz die Zürich-Zug-Luzern-Bahn kreuzte und in Immensee in die Gotthardbahn überging, entwickelte sich die Haltestelle Rothkreuz zu einem wichtigen Bahnhof im Verkehr zwischen Deutschland und Italien.
Neben dem Gasthaus beim rothen Kreuz entstand auf dem Rotkreuzhof ab 1879 eine Schule, welche 1883 in das neu erbaute Schulhaus an der Landstrasse nach Meierskappel umzog. Am 2. Juli 1926 wurde der Kaufvertrag zwischen der Witwe Anna Gügler-Frey und dem kath. Kultusverein Rothkreuz abgeschlossen, in dem der Kultusverein die „Gebäudlichkeiten und Land zu Walderten, Forren in der Allrüti und Wald im Honauerwald-Risch“ kauft. An der Stelle inmitten des Dorfes neben der neuen Schule wurde ein künstlicher Hügel aufgeschüttet, auf dem die kath. Kirche Rotkreuz erbaut wurde. Der Spatenstich war am 10. September 1937, die Eröffnung des Gotteshauses mit der Ankunft der Glocken am 15. Juli 1938. Die von Lothar Albert geschaffenen Wandbilder stellten im Chor den am Kreuz hängenden, leidenden Christus dar; über dem linken Seitenaltar thronte die Patronin der Kirche, die Rosenkranzkönigin, während rechts die Nebenpatrone Josef und Burkhard die männliche Gottesliebe verkörperten. 1981 wurde die Kirche restauriert und die Wandmalereien durch Kreuzweg-Bilder von Franz Bucher ersetzt.
Bereits im Zweiten Weltkrieg eröffnete die IPSA (Industrie petrolifère SA) in Rotkreuz die erste schweizerische Erdölraffinerie sowie ein Extraktionswerk, das aus Kaffeesatz Öl und Heizmaterial gewann. 1959 wurde die Gemeindekanzlei von Buonas in das ehemalige Schulhaus an der Meierskappelerstrasse verlegt. Durch den Bau des Zentrum Dorfmatts 1986 in Bahnhofsnähe wurde Rotkreuz endgültig zum Hauptort der Gemeinde Risch und erhielt durch diesen Bau einen kleinstädtischen Charakter. Der Richtplan von 1970 setzte die Grenzen des Ortes Rotkreuz fest. Mit dem Bau der Autobahnverzweigung der A4 und A14 und der Ansiedlung wichtiger internationaler Firmen wie Roche Diagnostics erlebte der Ort zwischen 1960 und 2010 ein rasches Bevölkerungs- und Wirtschaftswachstum, durch welchen sich die Bevölkerungszahl fast verzehnfachte. Bis 2012 wurden Grossteile des Ortskerns umgestaltet und neu bebaut, unter anderem mit den Neubauten Arkadenhof. 2010 wurde mit dem Bau des Quartieres Suurstoffi in der Langweid begonnen, wo sich seit 2013 der zentralisierte Hauptverwaltungsstandort von Novartis Schweiz sowie Novartis Pharma, Sandoz Pharmaceuticals, Alcon und Consumer Health befindet.
Im Jahre 2000 wurde der Bau des Legolandes Schweiz in Rotkreuz abgelehnt. An Pfingsten 2002 kam es durch starke Regenfälle zu Überschwemmungen in der ganzen Gemeinde.

Historisches Luftbild von Werner Friedli von 1955

## Sehenswürdigkeiten

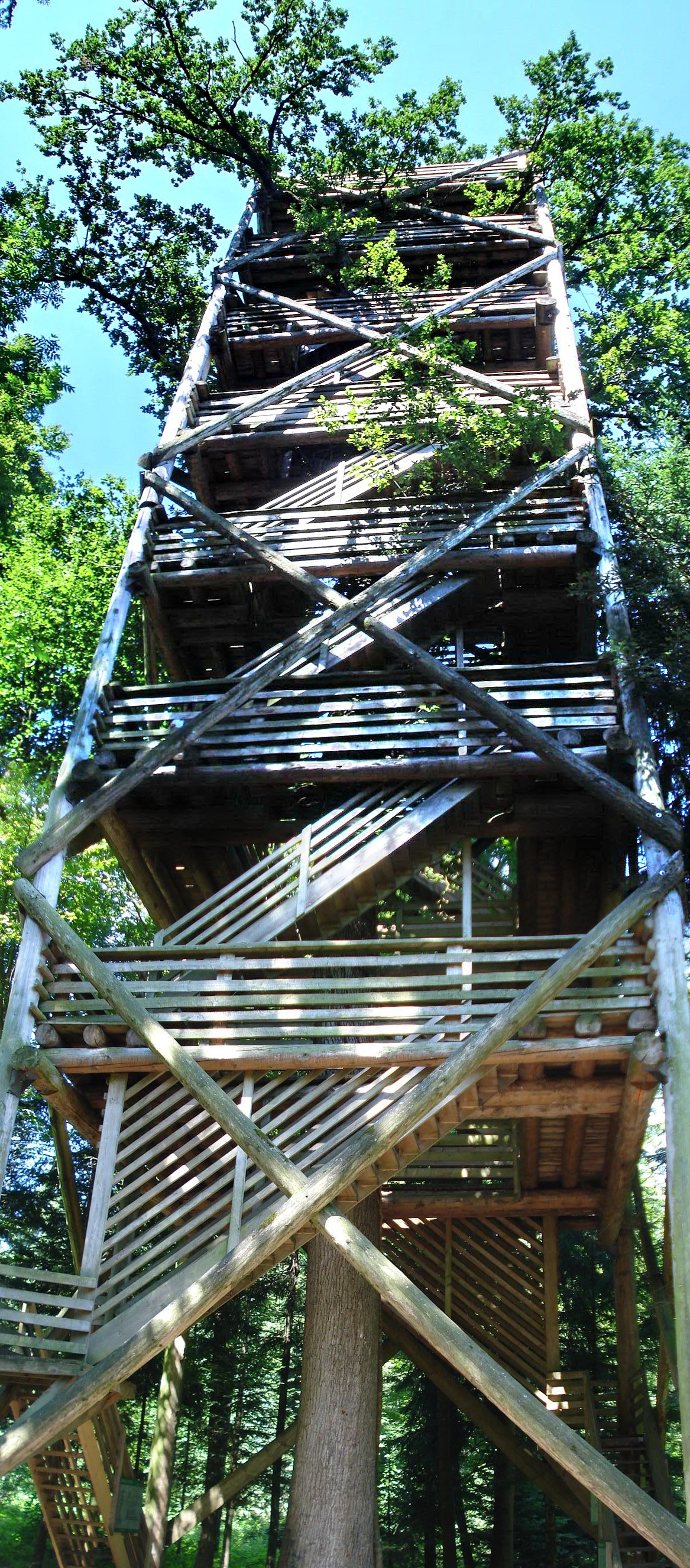
Erlebnisbaum

Sehenswert ist der im Jahr 2000 eröffnete Erlebnisbaum im Sijentalwald in Rotkreuz. Der Erlebnisbaum ist ein Gerüst aus Holz, welches um eine ca. 150-jährige und 30 m hohe Eiche aufgebaut ist. Auf jedem Stockwerk des Erlebnisbaumes sind Informationstafeln über das jeweilige Baumstockwerk. Auf dem obersten Stockwerk hat man eine sehr gute Sicht auf die Landschaft und den Zugersee. Er ist ein Reiseziel für Familien mit Kindern und Schulen. Momentan steht der Erlebnisbaum nicht mehr. Er wurde abgerissen, da das Holz morsch war. Es ist eine Erneuerung des Erlebnisbaums geplant. Als neue Sehenswürdigkeit gilt der 2011 eröffnete Roche-Tower.

## Wirtschaft

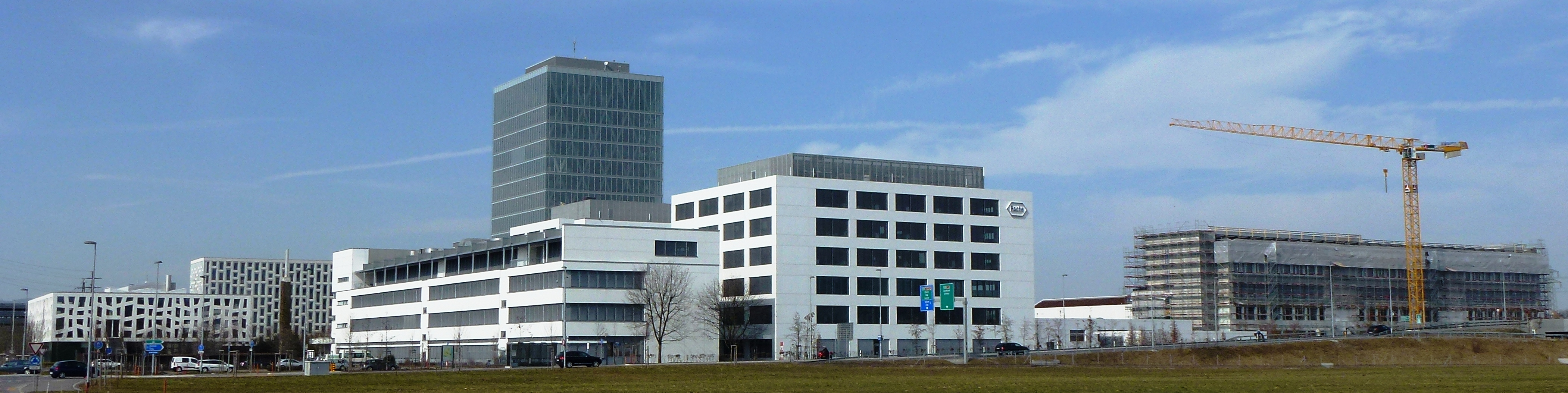
Blick auf den Hauptsitz von Roche Diagnostics in Rotkreuz. Links ist das Rezeptionsgebäude mit Cafeteria zu erkennen, in der Mitte der Roche-Tower, zweithöchstes Gebäude im Kanton Zug.

Die erste Firma in Rotkreuz war der schweizerische Tierfutterfabrikant Utro (heute: Utro Fikovit AG), deren Gebäude eines der ersten in Rotkreuz war und dem Rotkreuz sein Wachstum zu verdanken hat. Seit dem Jahre 2000 befindet sich die Produktionsstätte nicht mehr in Rotkreuz. Das Utro-Gebäude wurde 2008 abgerissen. In den 1980er Jahren liessen sich die Unternehmen 3M und Roche Diagnostics in Rotkreuz nieder, 2013 Novartis.
Rotkreuz ist heute wichtiger Wirtschafts- und Unternehmensstandort in der Wirtschaftsregion Zug-West. Neben vielen kleinen und mittelständischen Unternehmen (KMU) ist Rotkreuz Hauptsitz vieler Firmen, bspw. Roche Diagnostics AG, der Schweizer Vertriebsgesellschaft von Hoffmann-La Roche, AMC International und dem deutschen Drogeriemarktunternehmen Müller.
Weitere Grossbetriebe sind z. B. Novartis (Standortzentralisierung), Komax Holding, SFS Holding, Garaventa AG und das amerikanische Unternehmen 3M.

## Verkehr

### Strassenverkehr
Die Autobahnausfahrt Rotkreuz bei der Verzweigung Rütihof, wo die A14 in die A4 mündet, liegt zwischen Rotkreuz und Holzhäusern. Die Ausfahrt 35 Rotkreuz ist durch die Hauptstrasse 4 angebunden.
Durch Rotkreuz verläuft die Hauptstrasse 4. Von Cham und Holzhäusern kommend, überquert sie die A4, und wird zur Ortskernsumfahrungsstrasse, in dem sie den Ortskern entlastet und die Bahnlinie über eine Brücke überquert. Sie verläuft weiter nach Honau und Luzern. Eine zweite Umfahrung entlang der Langweid zur erneuten Entlastung des Ortskerns ist geplant.

### Schienenverkehr
→Siehe mehr unter Bahnhof Rotkreuz
Der einzige Bahnhof der Gemeinde befindet sich in Rotkreuz. Der Bahnhof liegt im Zentrum von Rotkreuz und bedient die Strecken nach Zürich, Luzern, Aarau und Mailand. Mit Bussen kann man vom Bahnhof in den Ortsteil Küntwil, die Nachbarorte Hünenberg ZG, Küssnacht am Rigi, Risch und Meierskappel, aber auch in ferner gelegene Orte wie Luzern, Hochdorf und Baar ZG gelangen. Rotkreuz liegt im Schnittpunkt des Tarifverbundes Zug (TVZG) (Teil des Dachtarifverbundes Wirtschaftsraum Zürich (TVWZ) des erweiterten Zürcher Verkehrsverbundes) und des Tarifverbundes Passepartout (TVLU).

## Infrastruktur

### Bildung

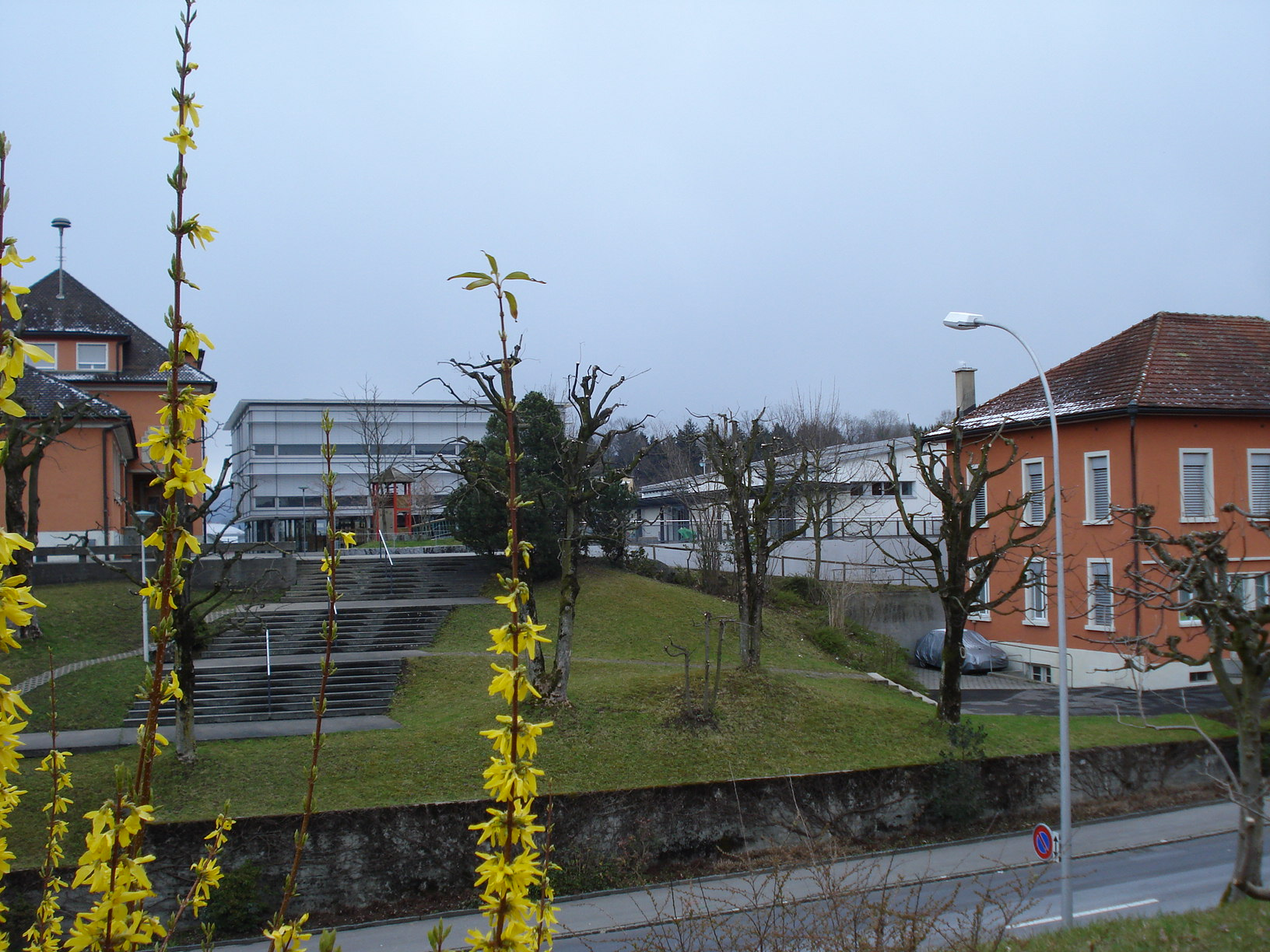
Ein Teil der Schulanlage Rotkreuz

Die neuere Geschichte des Schulsystems in Rotkreuz beginnt am 27. Oktober 1879, als Josef Anton Nier im Rotkreuzhof mit 51 Kindern den Schulunterricht startete. 1883, vier Jahre später, wurde in Rotkreuz das erste Schulhaus eröffnet. Dieses Gebäude wurde von 1959 bis 1986 als Gemeindekanzlei genutzt, später bis 2005 als Rektorat der Rischer Schulen und heute als Ludothek. In Rotkreuz umfasst die Schulanlage Waldegg heute zehn Gebäude mit Primarschule, Sekundar-, Real- und Musikschule, welche Schüler der Gemeinden Risch und Meierskappel besuchen. Des Weiteren befinden sich hier ein Kindergarten mehrere ein- und dreifach Turnhallen sowie das Rektorat. Es gibt in Rotkreuz zwei Dreifachturnhallen, eine Gymnastikhalle, eine normale Turnhalle sowie den Sportpark mit Rasenfeldern und Gymnastikräumen. Seit 2007 existiert ein Mittagstisch.
Weitere Kindergärten befinden sich in der Binzmühle und in der Langmatt. Seit Sommer 2012 beherbergt die Suurstoffi im Quartier Langweid die SIS Swiss International School.

### Soziales und Gesundheit

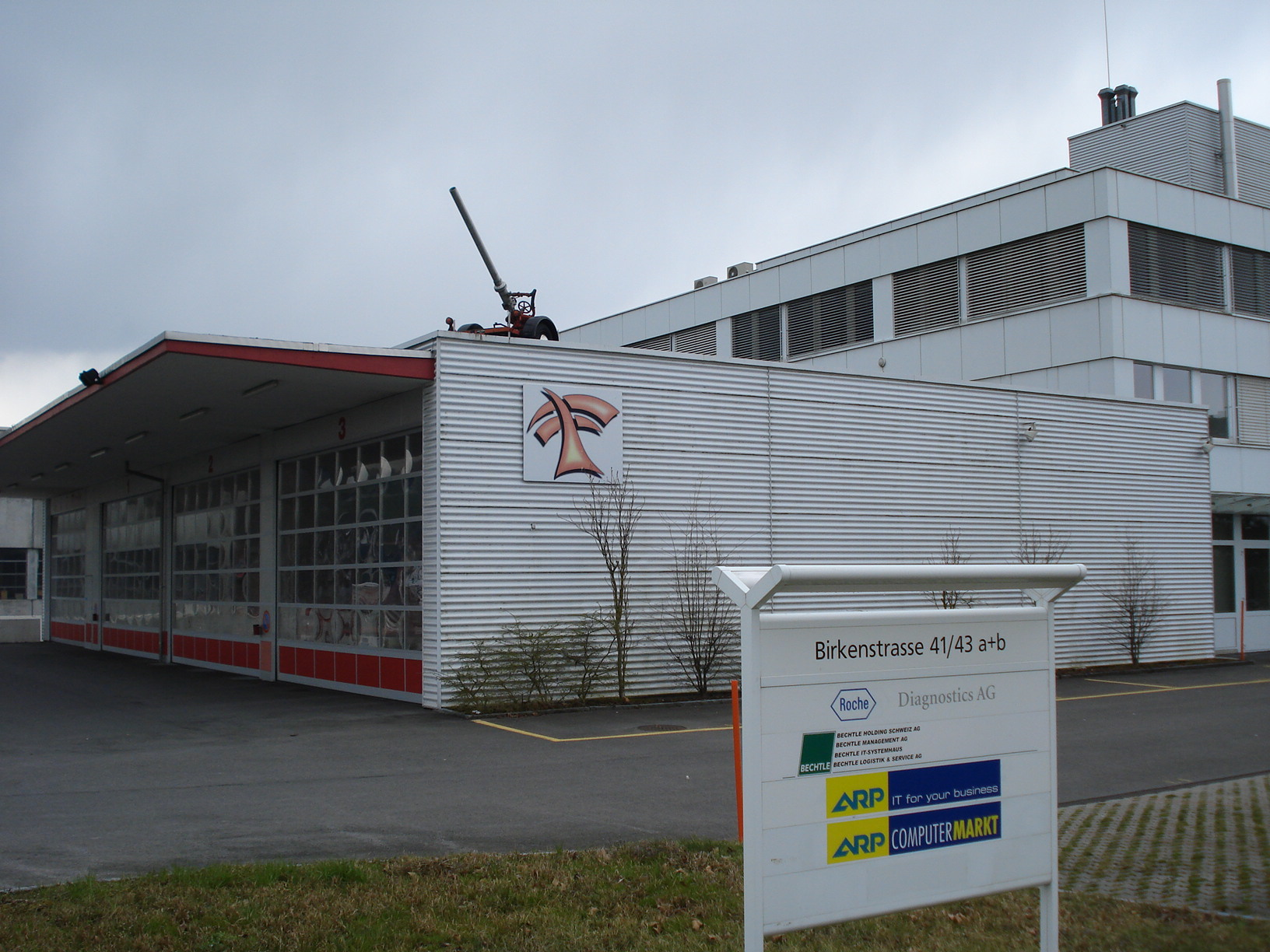
Das Feuerwehrhaus

1998 wurde das neue Feuerwehrhaus Risch-Rotkreuz in der Birkenstrasse eröffnet. Seit 2000 gibt es in der Gössimatt eine Wache der Zuger Polizei.
In Rotkreuz gibt es mehrere Allgemeine und Zahnärzte. Das nächste Krankenhaus sind die St. Andreasklinik, das Kantonsspital Zug und das Luzerner Kantonsspital. In Rotkreuz gibt es eine Drogerie sowie eine Apotheke.

### Radio und Fernsehen
Radio Sunshine, einer der wichtigsten Radiosender der Zentralschweiz, wird von Rotkreuz aus ausgestrahlt. Empfangbar ist er in Rotkreuz und Umgebung auf 88,0 MHz. Zusätzlich gab es bis September 2013 auch Radio Looping, ein Jugendwebradio. Empfangen kann man in Rotkreuz, wie in der ganzen Gemeinde, alle Sender der Wasserwerke Zug, egal ob über Kabel oder Satellit. Der Zentralschweizer Sender Tele 1 wurde 1992, damals noch Tele Tell, in Rotkreuz gegründet, wird jedoch seit 1994 in Luzern ausgetragen.

## Kultur, Kunst und Freizeit

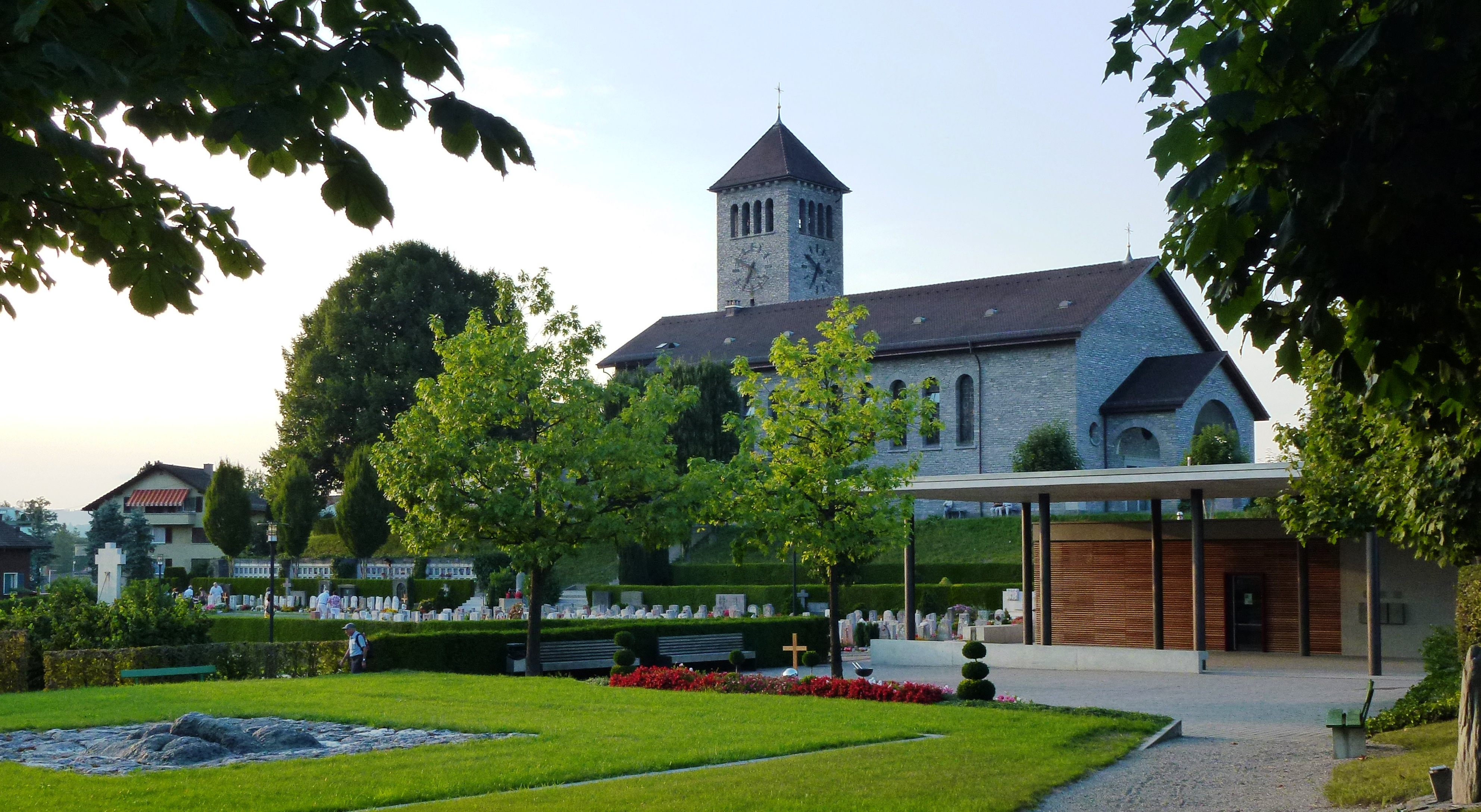
Kirche Unsere liebe Frau vom Rosenkranze mit Friedhof, Garten und Grabhaus im Vordergrund

### Kultur und Kunst
Zu den Kulturanlagen zählen katholische Kirche Unserer lieben Frau vom Rosenkranze sowie die Reformierte Kirche. Im Dorfmatt Saal im Dorfmattzentrum treten immer wieder nationale und internationale Persönlichkeiten auf, so z. B. einmal die amerikanische Gospelgruppe Golden Gate Quartett, die Schweizer Popband Plüsch und der Schweizer Rapper Stress.
Die alljährlich im Februar stattfindende Fasnacht gilt als das grösste Fest von Rotkreuz. Jedes Jahr am Fasnachtsmontag gibt es einen Umzug. Nach dem Umzug ist es Sitte, über allerlei aus dem Dorfleben zu lästern und an den Pranger zu stellen. Am Umzug nehmen meist Schulklassen und Vereine teil. Das Wahrzeichen der Fasnacht – wie auf dem Wappen – ist der Luchs. Während der Fasnachtszeit wird die Rotkreuzer Innenstadt geschmückt mit den vier Gemeindefarben Gelb, Rot, Hell- und Dunkelgrün sowie mit, von der Gemeinde gesponserten, Puppen, die vor Restaurants, auf Vordächern und in Gärten platziert werden.
Für Kinder gibt es ausserdem die Chnöpflifasnacht.
Im Herbst gibt es die Chilbi Rotkreuz, an der im ganzen Stadtzentrum Stände und Attraktionen verteilt sind.
Am Martinstag gibt es einen Räbeliechtliumzug, bei dem alle Schulklassen mit ihren ausgehöhlten, und einer Kerze gefüllten, Zuckerrüben am Abend bei Einbrechen der Dunkelheit, durch die Strassen von Rotkreuz laufen.
Es entspricht einem Brauch, dass im Vorfeld – ab 1. November – und während der Chlausenzeit – bis zum Chlausenumzug – Geislechlöpfer und Trychler unterwegs sind. Diese vertreiben mit ihren Geiseln die bösen Geister. Dieser Brauch wird teilweise bis zur Fasnacht fortgeführt.
In der Adventszeit findet der sogenannte Chlausenumzug statt.

### Freizeit
Der Sportpark Rotkreuz ist bestimmt durch ein Grossspielfeld an zentraler Position, um den in Form eines Ovals eine Laufbahn für Leichtathletikdisziplinen angelegt ist. Ergänzt wird die Anlage durch Wurf- und Sprunganlagen. Des Weiteren existieren mehrere Fussballfelder, Sprinteranlagen und Gymnastikräume. In Rotkreuz befinden sich zwei Doppelturnhallen, eine Gymnastikhalle und eine normale Turnhalle. In unmittelbarer Umgebung zum Sportpark gibt es ein Schwimmbad. Seebäder gibt es in Buonas und Zweijern. Zwischen Holzhäusern und Rotkreuz befindet sich der Golfpark Rotkreuz-Holzhäusern des Golfclubs Ennetsee. Der Golfpark hat eine 6-, 9- und 18-Loch-Anlage. Er ist der grösste Golfplatz der Schweiz. Im Weiler Breitfeld befindet sich eine Minigolfanlage. Im Sijentalwald ist ein Vitaparcours eingerichtet. Zu den meisten Sportarten gibt es einen Sportclub, wie zum Beispiel im Fussball (FCR), Tennis, Tischtennis, Badminton, Unihockey oder Basketball. 2012 gab es in der Gemeinde 17 Sportvereine. Ein weiterer Verein ist der Musikverein Risch-Rotkreuz.
Für die Jugend gibt es das „Red-X Aktionshaus“ in Rotkreuz, sowie die katholischen Kinder- und Jugendvereine Jungwacht (Jungs) und Blauring (Mädchen).

## Persönlichkeiten
- Anton Scherer (1925–2021), Zuger Regierungsrat und Nationalrat
- Joe Miller († 2000), Piano World Champion, «Weltmeister der Improvisation», lebte in Rotkreuz
- Hanni Schriber-Neiger (* 1959), Kantonsrätin (Grüne)
- Danny Kurmann (* 10. Januar 1966), Eishockey-Schiedsrichter